# Acanthella inflexa
Acanthella inflexa är en svampdjursart som beskrevs av Gustavo Pulitzer-Finali 1982. Acanthella inflexa ingår i släktet Acanthella och familjen Dictyonellidae.
Artens utbredningsområde är havet kring Australien. Inga underarter finns listade i Catalogue of Life.